# Hệ thống nhiên liệu động cơ

Hệ thống nhiên liệu động cơ có chức năng cung cấp nhiên liệu cho động cơ, ở những trạng thái hoạt động khác nhau. Bên cạnh đó hệ thống nhiên liệu giúp loại bỏ tạp chất có trong nhiên liệu.
Hệ thống cung cấp nhiên liệu cho động cơ có hai loại: dùng bộ chế hòa khí và phun xăng.
Loại dùng bộ chế hòa khí được dùng trên các xe đời cũ, nhiên liệu được cung cấp vào động cơ thông qua một thiết bị đó là bộ chế hòa khí. Bộ chế hòa khí hòa trộn không khí với nhiên liệu trước khi cho vào trong xy lanh. Đây là thiết bị cơ khí hoàn toàn, dùng hiệu ứng Ventury: khi dòng không khí đi qua chỗ hẹp, áp suất và tốc độ đồng thời tăng lên, hút nhiên liệu trong một ngăn chứa.
Loại phun xăng, hay còn gọi là loại được điều khiển điện tử. Nhiên liệu được bơm được đưa đến kim phun. Lượng nhiên liệu đi vào xy lanh được quyết định bằng thời gian nhấc kim phun. Khoảng thời gian này do bộ điều khiển tính toán thông qua rất nhiều cảm biến như cảm biến đo lượng không khí nạp vào, nhiệt độ không khí nạp, nhiệt độ nước làm mát, tốc độ động cơ,...
Dưới đây là một số bộ phận trong hệ thống cung cấp nhiên liệu đến kim phun trong hệ thống phun xăng:
- Bình nhiên liệu: Dùng để tích trữ nhiên liệu
- Bơm nhiên liệu: Bơm nhiên liệu từ bình nhiên liệu đến kim phun
- Lọc nhiên liệu: Lọc để loại bỏ các tạp chất có trong nhiên liệu
- Bộ điều áp nhiên liệu: Dùng để điều chỉnh áp suất nhiên liệu ở mức phù hợp, đảm bảo cho kim phun nhiên liệu làm việc đúng và hiệu quả
- Kim phun: Phun nhiên liệu vào đường ống nạp
- Nắp bình nhiên liệu
- chưa đầy đủ